# Louis-Marie Coudé
Louis Marie Coudé est un officier et homme politique français né le 17 décembre 1752 à Auray (Morbihan) et décédé le 10 février 1822 à Pontivy (Morbihan).

## Biographie
Fils de Jean Joseph Félix Coudé, sieur du Foresto, un négociant d'Auray, marguillier de la paroisse de Saint-Gildas d'Auray, et de Julie Thérèse Le Houx, frère de Joseph-Louis Coudé, il était destiné à devenir ecclésiastique, mais il s'enfuit et s'embarqua à Lorient à 14 ans comme pilotin sur les navires de la Compagnie des Indes ; il navigua au commerce jusqu'en 1777. Il se marie le 28 novembre 1782 à Lorient avec Adélaïde Gabrielle Le Gallo, originaire de Noyal-Pontivy.

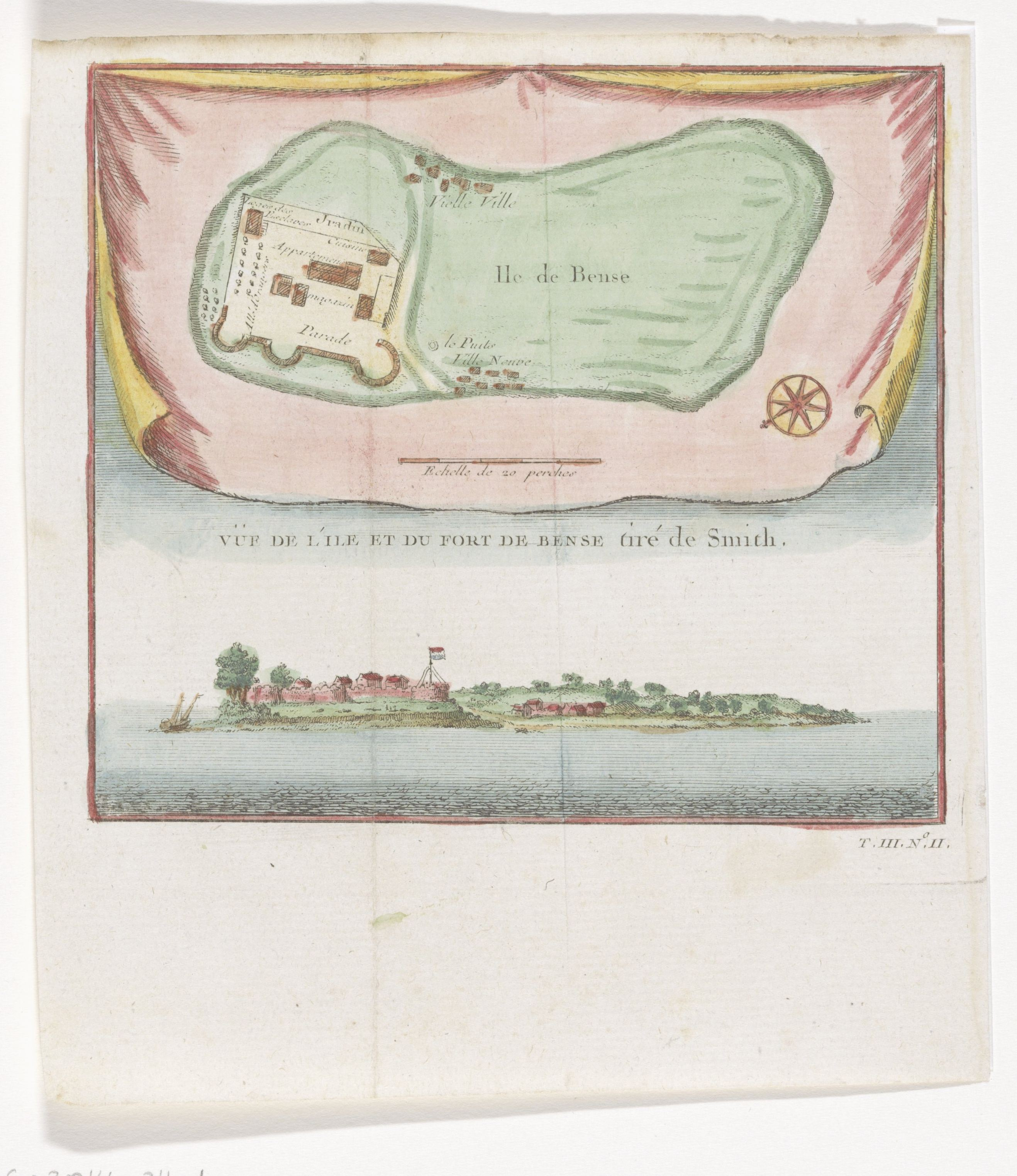
Vue de l'île et du fort de Bense (côte de la Sierra Leone) vers 1750.

Engagé dans la Marine royale en 1778 comme lieutenant de frégate, il se signale par de hauts faits d'armes lors d'une campagne menée contre les établissements anglais du Golfe de Guinée, se distinguant notamment lors de la prise du fort de Bense en Sierra Leone ; il commanda deux goélettes anglaises capturées.
Commandant du Saumon en 1780 (la "corvette-brick" de Coudé, armée en flûte, accompagnait l'escadre de Ternay), il participe à la Guerre d'indépendance américaine.
L'histoire rapporte qu'alors qu'il commandait la Junon, le navire étant attaqué pendant son retour vers la France, il fut horriblement brûlé par l'explosion d'un baril de poudre. Malgré ses atroces souffrances, Coudé eut l'énergie de se faire plonger dans un tonneau d'eau, d'où il continua à donner des ordres, jusqu'à la fin de la bataille.

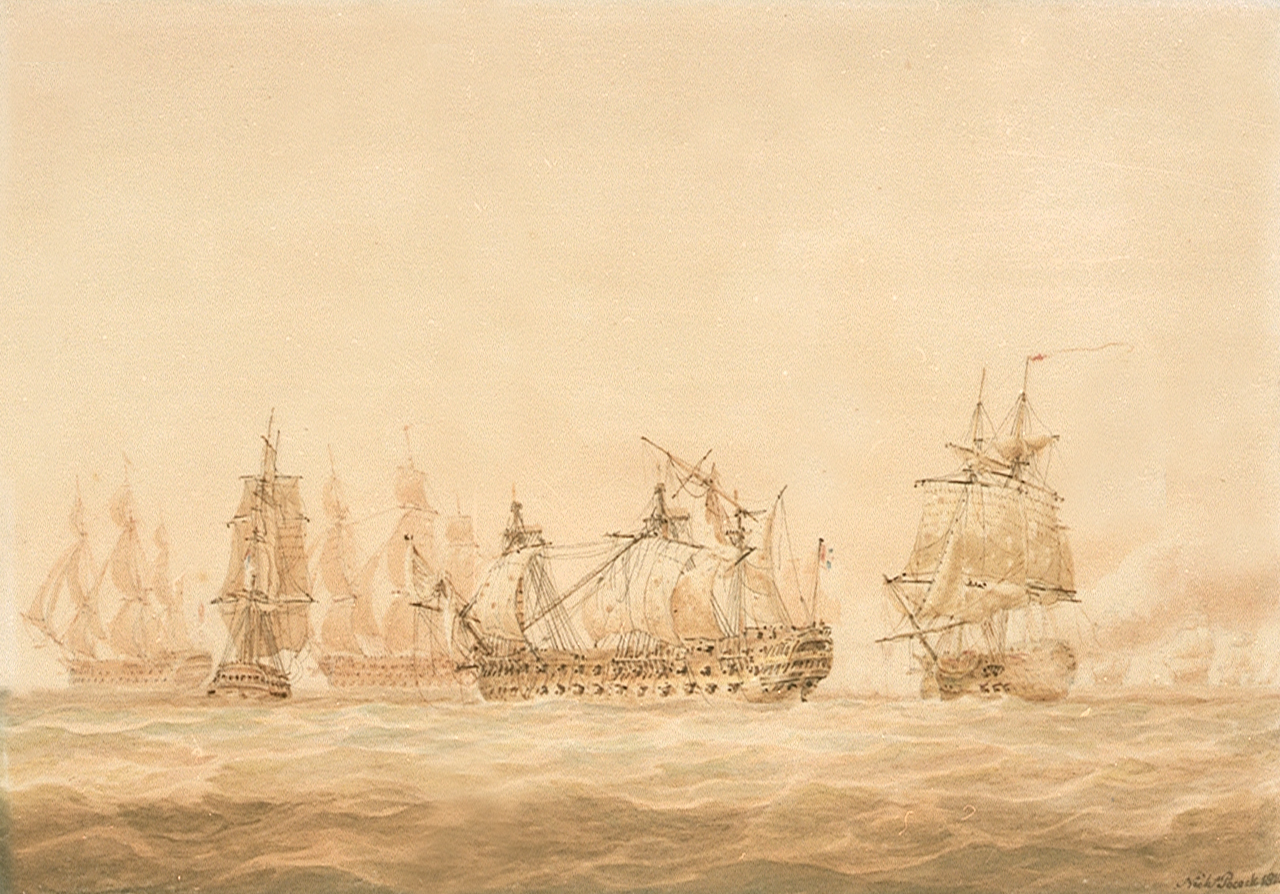
Le combat de l' contre le Ça-Ira (National Maritime Museum).

Après cette guerre, à partir de 1783, il revint un temps, jusqu'en 1792, à la navigation au commerce, notamment en Chine et au Bengale, puis revint à la marine de guerre, commandant le Ça-Ira en 1793 ; en 1795 il lutte contre l'Inconstant et l'Agamemnon de Nelson lors de la bataille de Gênes et est fait prisonnier (son bateau, abîmé lors d'un combat précédent le 13 mars 1795 , fut attaqué le lendemain par 5 navires anglais et il dut se rendre).
« Son navire a 12 pieds d'eau dans sa cale, est enfoncé de 4 pieds en dessous de sa ligne de flottaison. (...) Les mâts sont brisés. 600 morts ou blessés jonchent le pont et encombrent les batteries. Coudé a la poitrine labourée d'un coup de canon, le bras droit fracassé. Il veut encore combattre, mais les poudres sont noyées. Il est supplié de se rendre par les Anglais que son intrépidité a saisis d'admiration . À bord du Princess Royal britannique, il est acclamé par l'état-major et l'équipage. Le vice-amiral Goodall , recevant son épée lui dit : « Je la garde cette épée glorieuse ; recevez la mienne en échange » affirme Gilles Blayau, président des "Amis de Pontivy".
Libéré en 1796, il reprit du service, commandant en 1800 le vaisseau L'Union. Il participe en 1805, commandant Le Brave , à l'expédition de Saint-Domingue ; il est à nouveau fait prisonnier le 6 février 1806 lors de la bataille de San Domingo.
Libéré seulement en 1814, il est nommé contre-amiral.
Il prend sa retraite en 1810 et est élu député du Morbihan en 1815, pendant les Cent-Jours, mais ne joue plus ensuite aucun rôle politique.

## Décorations
- Officier de la Légion d'honneur (1804)
- Commandeur de l'ordre d'Isabelle la Catholique

## Famille
- Ses fils Louis Marie Coudé (1795 - 1883)[10] et Alphonse Coudé (1799 - 1862) [11] furent tous les deux capitaines de frégate.

## Sources
- « Louis-Marie Coudé », dans Adolphe Robert et Gaston Cougny, Dictionnaire des parlementaires français, Edgar Bourloton, 1889-1891 [détail de l’édition]